# Храм Святого Франциска Ассизского (Прага)
Храм Святого Франциска Ассизского или Храм Святого Франциска Серафимского (чеш. Kostel svatého Františka Serafinského (z Assisi)) — пражский католический орденский и приходской костёл на площади Крестоносцев в историческом районе Старе-Место. Костёл является главным орденским храмом чешского Ордена рыцарей креста с красной звездой.

## История

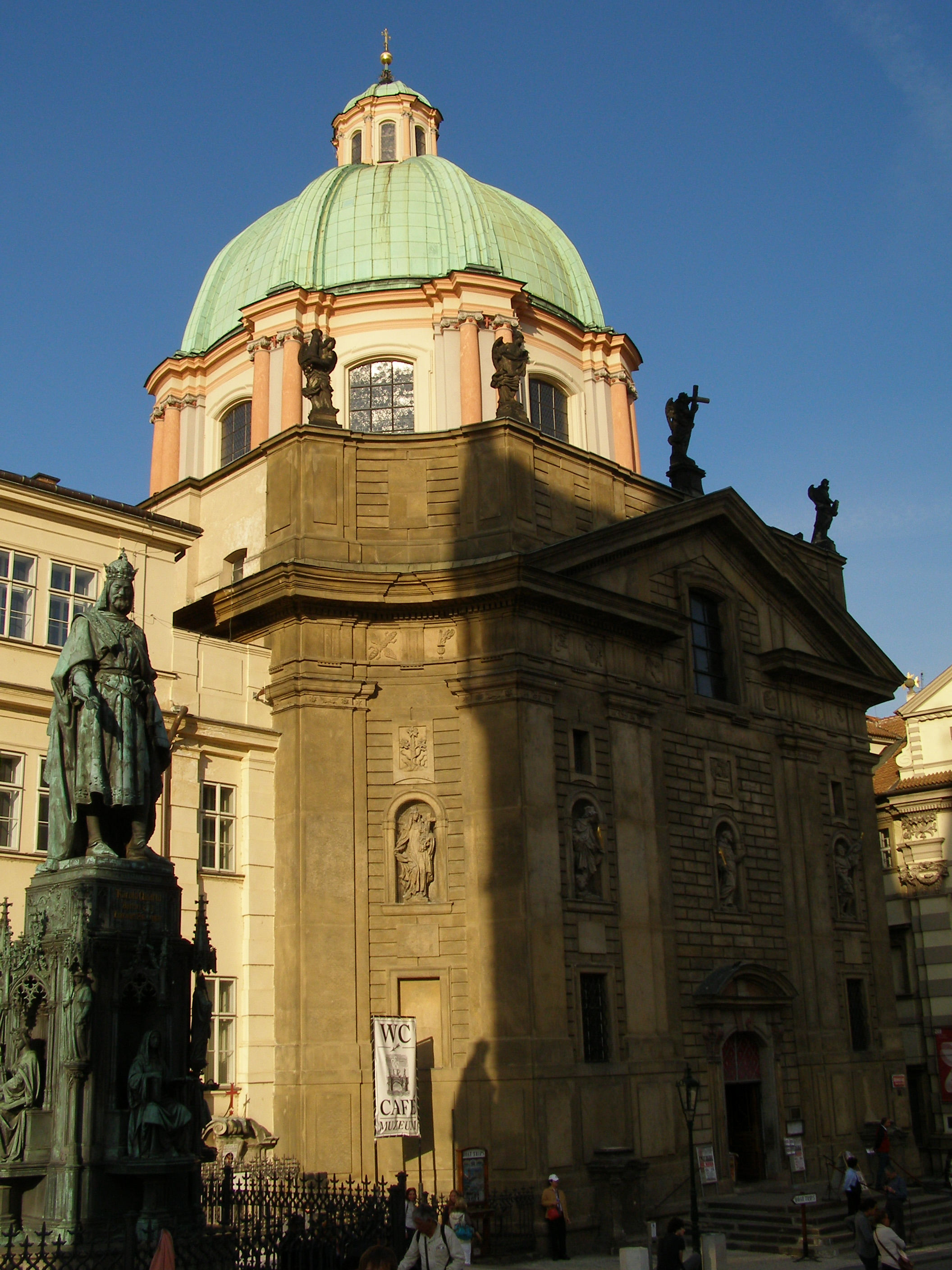
Вид на храм со стороны Карлова моста. Рядом с храмом памятник императору Карлу IV Великому

Предшественником нынешнего храма Святого Франциска Ассизского был готический костёл Святого духа, построенный на этом же месте после 1252 года совместно с госпиталем и монастырём недавно учреждённого Ордена рыцарей креста с красной звездой. При пожаре монастырского комплекса в 1378 году храм Святого Духа был существенно повреждён, однако после ремонта благополучно функционировал вплоть до начала перестройки в новый костёл в 1679 году.
Современный Костёл Святого Франциска Ассизского был построен в архитектурном стиле барокко в 1679—1685 годах под руководством итальянских мастеров Доменико Каневалле и Гауденцио Казанова по проекту французского архитектора Жан-Батиста Матея. Освящен костёл был в 1688 году архиепископом Праги Яном Бедржихом Вальдштейном в честь Святого Франциска Ассизского.
В разное время в качестве органистов храма выступали Йосеф Сегер, Кристоф Виллибальд Глюк и Антонин Дворжак.
В 1990 году национализированный ранее коммунистами храм был возвращён Ордену рыцарей креста с красной звездой.

## Описание храма

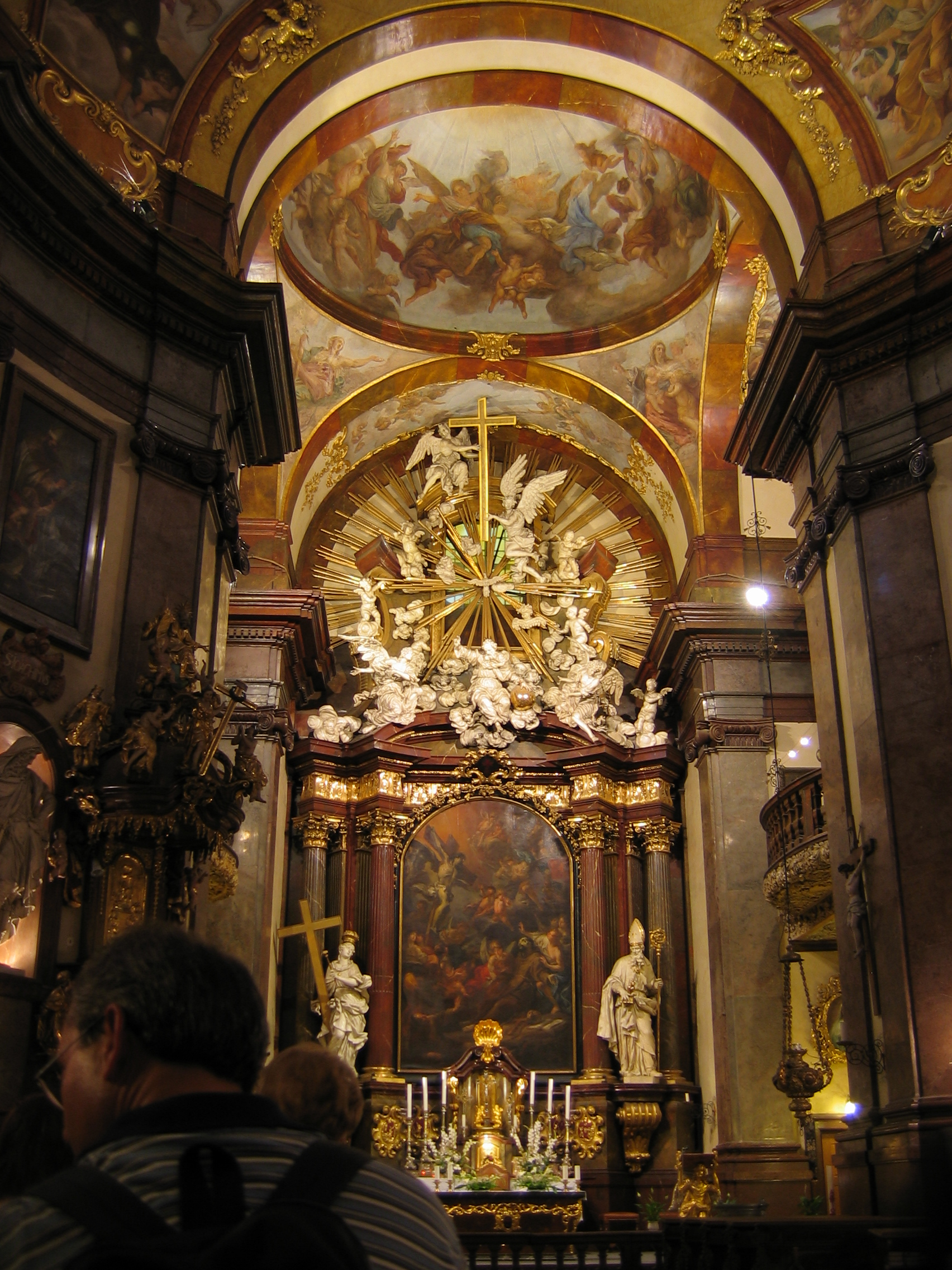
Главный алтарь храма. Образ «Стигматизация Святого Франциска» работы Яна Криштофа Лишки.

Поскольку храм строился на довольно небольшом участке, он развернут по оси поперек и ориентирован на север—юг. Здание костёла имеет форму равностороннего креста. Фасад костёла украшен пятью статуями святых, созданными в 1723—1824 годах скульпторами Андреасом Филиппом Квиттайнером и Матея Вацлава Яцкеля.
Мраморный интерьер храма украшен картинами и фресками Томазо Солдати. Купол костёла украшен фреской Вацлава Лоренца Райнера на тему «Страшного суда». Главный алтарь украшен образом «Стигматизация Святого Франциска» работы Яна Криштофа Лишки (ум. 1712). Боковые алтари костёла украшены картинами «Воздвижения Святого Креста» и картина «Изгнание торгующих из храма» работы Михаэля Вильманна (ум. 1706).
Остатки готического костёла Святого Духа хранятся в подземной капелле («нижний костёл»), украшенной оригинальными искусственными сталактитами, там же находятся надгробия некоторых известных личностей.